# Abderrahmane Mssassi
Abderrahmane Mssassi (ur. 24 marca 1985 w Fezie) – marokański piłkarz, grający na pozycji defensywnego pomocnika. Od 2014 roku jest bez klubu.

## Kariera klubowa

### Początki (–2010)
Zaczynał karierę w Maghrebie Fez, z którego 1 lipca 2007 roku przeniósł się do FARu Rabat.

### Wydad Casablanca (2010–2012)
1 lipca 2010 roku trafił do Wydadu Casablanca. W tym zespole (w najwyższej lidze) zadebiutował 21 sierpnia 2011 roku w meczu przeciwko IZK Khemisset, wygranym 2:0, grając cały mecz. Pierwszego gola strzelił 11 października w meczu przeciwko Wydadowi Fez, wygranym 0:1. Do siatki trafił w 67. minucie.

#### Wypożyczenie do Wydadu Fez (2012)
1 stycznia 2012 roku został wypożyczony do Wydadu Fez. Zadebiutował tam 26 lutego w meczu przeciwko KACowi Kénitra, przegranym 2:1, grając cały mecz. To był jego jedyny mecz.

### Maghreb Fez (2012–2014)
1 lipca 2012 roku został zawodnikiem Maghrebu Fez. W tym zespole zadebiutował 17 listopada w meczu przeciwko Rai Beni Mellal, wygranym 0:1. Zagrał 3 minuty. Pierwszego gola i asystę strzelił i zaliczył 1 stycznia 2013 roku w meczu przeciwko FARowi Rabat, wygranym 2:0. Najpierw asystował przy golu Youssefa Ayatiego przy golu w 6. minucie, a potem sam strzelił gola w 65. minucie. Łącznie zagrał 14 meczów, strzelił dwa gole i miał dwie asysty.

### Dalsza kariera (2014–)
Od 1 lipca 2014 roku jest bez klubu.